# Xa lộ Liên tiểu bang 57
Xa lộ Liên tiểu bang 57 (tiếng Anh: Interstate 57 hay viết tắt là I-57) là một xa lộ liên tiểu bang nằm trong các tiểu bang Missouri và Illinois của Hoa Kỳ.  Phần lớn chiều dài của xa lộ này chạy song song với tuyến đường sắt củ Illinois Central. Nó chạy từ Xa lộ Liên tiểu bang 55 trong thành phố Sikeston, Missouri đến Xa lộ Liên tiểu bang 94 trong thành phố Chicago, Illinois.  I-57 chủ yếu phục vụ như con đường tắt cho xe cộ giữa miền nam Hoa Kỳ (Memphis, New Orleans, etc.) và thành phố Chicago đi tránh thành phố St. Louis, Missouri. Nó đảm trách nhiệm vụ tương tự như Xa lộ Liên tiểu bang 12 là xa lộ đi tránh khỏi thành phố New Orleans đối với xe cộ chạy trên Xa lộ Liên tiểu bang 10. Giữa điểm giao cắt của I-55 và I-57 tại Sikeston, Missouri và điểm giao cắt của I-55 và I-90/94 tại thành phố Chicago, I-55 chạy khoảng 436 dặm (702 km) trong khi con đường kết hợp của I-57 và I-94 chi dài khoảng 396 dặm (637 km) giữa cùng hai điểm.
Tính đến  năm 2010, I-57 không có xa lộ phụ nhánh ngắn nào và cũng không có kế hoạch nào xây dựng một xa lộ như thế trong tương lai gần. Với chiều dài trên 386 dặm (621 km), đây là xa lộ liên tiểu bang 2 chữ số dài nhất mà không có một xa lộ phụ trợ nào. I-57 có một xa lộ vòng thương mại tại thành phố Charleston.

## Mô tả xa lộ

### Missouri
Trong tiểu bang Missouri, Xa lộ Liên tiểu bang 57 chạy hướng bắc từ Sikeston đến Cầu Cairo I-57 bắt qua Sông Mississippi ở phía nam thành phố Cairo, Illinois.
Sau khi kết thúc chiều đi hướng nam tại Xa lộ Liên tiểu bang 55, xa lộ trở thành Quốc lộ Hoa Kỳ 60 và gặp Quốc lộ Hoa Kỳ 67 tại Poplar Bluff, Missouri. Từ đó Quốc lộ Hoa Kỳ 67 đi hướng nam đến thành phố Little Rock, Arkansas.  Tiểu bang Missouri có đề xuất kéo dài I-57 xuống hành lang xa lộ này nhưng kế hoạch này đụng với các kế hoạch của tiểu bang Arkansas nhằm kéo dài Xa lộ Liên tiểu bang 30 lên hướng bắc trên Quốc lộ Hoa Kỳ 67.  Quốc lộ Hoa Kỳ 67 đã được nâng cấp lên tiêu chuẩn xa lộ liên tiểu bang
Từ điểm khởi đầu, chiều đi hướng bắc, I-57 và Quốc lộ Hoa Kỳ 60 chạy trùng nhau khoảng 12 dặm.

### Illinois
Tại tiểu bang Illinois, Xa lộ Liên tiểu bang 57 chạy từ cầu bắt qua Sông Mississippi lên hướng bắc đến thành phố Chicago. I-57 là xa lộ liên tiểu bang dài nhất trong tiểu bang Illinois. Lộ trình của nó phần lớn đi theo con đường cũ của Quốc lộ Hoa Kỳ 51 tại vùng cực nam nhất của Illinois trước khi đi theo đường xiên hướng đông bắc đến Xa lộ Illinois 37, qua nút giao thông lập thể của nó với Xa lộ Liên tiểu bang 24 gần Pulleys Mill. Sau đó, nó theo Quốc lộ Hoa Kỳ 45 đi tránh các thành phố Champaign và Urbana, và đi theo hướng bắc đến Onarga. Sau đó, nó theo con đường cũ của Quốc lộ Hoa Kỳ 45 và cựu Quốc lộ Hoa Kỳ 54 đến Kankakee. Tại Kankakee, nó đi hướng bắc vào Đại Chicago, gặp Xa lộ Liên tiểu bang 80 tại khu ngoại ô Chicago và nhập vào Xa lộ Liên tiểu bang 94 bên phía nam thành phố Chicago.
I-57 vẫn là xa lộ cao tốc duy nhất tại Chicago không có tên gọi phổ thông ngoài mã số.